# Tyrnikarta
Tyrnikarta är en ö i Finland.   Den ligger i kommunen Pyhäranta i den ekonomiska regionen Nystadsregionen och landskapet Egentliga Finland, i den sydvästra delen av landet, 210 km nordväst om huvudstaden Helsingfors.